# Flughafen Taichung

i7
i11
i13
| Jahr | Flugbe- wegungen | Passagiere (in 1000) | Fracht (in t) |
| ---- | ---------------- | -------------------- | ------------- |
| 1971 | 756              | 38                   | 202           |
| 1981 | 1.798            | 15                   | 209           |
| 1991 | 9.546            | 189                  | 697           |
| 2001 | 36.829           | 1.246                | 1.683         |
| 2007 | 16.695           | 781                  | 1.565         |
| 2008 | 17.464           | 1.106                | 1.723         |
| 2009 | 14.352           | 1.015                | 1.947         |
| 2010 | 16.503           | 1.284                | 2.294         |
| 2011 | 18.437           | 1.450                | 2.133         |
| 2012 | 19.710           | 1.592                | 1.820         |
| 2013 | 22.120           | 1.807                | 2.004         |
| 2014 | 25.293           | 2.187                | 2.143         |
| 2015 | 26.456           | 2.343                | 2.942         |
| 2016 | 25.945           | 2.380                | 3.807         |

Der Internationale Flughafen Taichung (chinesisch 臺中國際機場, englisch Taichung International Airport, IATA-Code: RMQ, ICAO-Code: RCMQ) ist einer von vier internationalen Flughäfen in der Republik China (Taiwan). Er liegt im Stadtbezirk Shalu der Stadt Taichung nahe der Westküste der Insel Taiwan.

## Geschichte
Auf dem Areal des heutigen Flughafens entstand zur Zeit der japanischen Herrschaft über Taiwan ein Militärflugplatz. Nach 1945 wurde der Flughafen unter nationalchinesischer Herrschaft weiter ausgebaut. Am 20. März 1966 erhielt die Luftwaffenbasis zu Ehren des nationalchinesischen Generals Qiu Qingquan (邱清泉, 1902–1949) den Namen Ching Chuan Kang-Basis.
Vor dem Jahr 2004 hatte es einen kleinen Inlandsflughafen Shuinan für die Zivilluftfahrt im Stadtdistrikt Xitun von Taichung gegeben. Der zivile Flugbetrieb wurde von diesem Standort auf das Gebiet der Ching Chuan Kang-Basis, das bis dahin rein militärisch genutzt worden war, verlegt und ging dort am 6. März 2004 offiziell in Betrieb. Am 11. April 2013 eröffnete ein zweites, internationales Terminal und der Flughafen wurde am 3. Januar 2017 offiziell von Ching Chuan Kang-Flughafen Taichung in Internationaler Flughafen Taichung umbenannt.
Der Flughafen verfügt über zwei Abfertigungsgebäude (Flughafenterminals), eines für Inlandsflüge mit einer Gesamtfläche von 10.054 m² und eines für internationale Flüge mit einer Fläche von 25.015 m², sowie eine Start- und Landebahn von 3,6 Kilometern Länge. Das Flughafenvorfeld verfügt über 6 Aprons. Beide Terminals zusammen haben nach Angaben des Flughafenbetreibers eine Kapazität von zusammen 2,9 Millionen Passagieren pro Jahr. Seit dem 5. Februar 2014 wird auch ein internationaler (nicht nur wie zuvor nationaler) Frachttransport angeboten. Der Flughafen ist an das U-Bahn- und Busnetz von Taichung angebunden.
Die Stadtverwaltung von Taichung bemüht sich seit längerem um den weiteren Ausbau des internationalen Flugbetriebs. Als Argumente wurden vor allem wirtschaftliche Bedürfnisse der 2,7-Millionen-Einwohner-Stadt Taichung genannt, außerdem die Entlastung des Flughafens Taiwan Tayouan, der im Jahr 2016 erstmals mehr als 40 Millionen Passagiere hatte. Hemmnisse für den weiteren Flughafenausbau sind der begrenzt zur Verfügung stehende Platz und die Einschränkungen des Flugbetriebs zwischen 23:00 und 7:00 Uhr aus Lärmschutzgründen.

## Fluglinien am Flughafen Taichung
Inländische Fluglinien (2016):
- Mandarin Airlines
- Uni Air
- Eva Air
- Far Eastern Air Transport
- Tigerair Taiwan

Ausländische Fluglinien und Linien aus der Volksrepublik (2016):
- China Eastern
- Cathay Dragon
- HK Express
- VietJet Air
- Thai Vietjet Air
- Lucky Air
- T’way Airlines

## Angeflogene Ziele
Die angeflogenen Ziele Stand 06/2019:
1. Inland: Kinmen,  Magong, Nangan und Hualien
2. in der Volksrepublik China: Hangzhou, Ningpo, Wuxi, Nanjing, Xiamen, Fuzhou, Taiyuan, Shenzhen, Guangzhou, Meizhou, Sanya
3. Irregular flight routes: Xiamen, Nanjing, Haikou, Tianjin
4. Ausland: Hong Kong, Macau, Ho-Chi-Minh-Stadt in Vietnam, Bangkok in Thailand, Incheon und Gwangju in Südkorea, Okinawa und Narita in Japan

## Zwischenfälle
- Am 20. Juni 1964 stürzte eine Curtiss C-46D Commando der taiwanesischen Civil Air Transport (Luftfahrzeugkennzeichen B-908) kurz nach dem Start vom Flughafen Taichung infolge von Kontrollverlust nach einem Triebwerksausfall ab. Alle 57 Insassen, 5 Besatzungsmitglieder und 52 Passagiere, wurden getötet. Es war der Unfall mit den meisten Todesopfern bei einer C-46 im zivilen Betrieb (siehe auch Civil-Air-Transport-Flug 106).[11]